# Президентские выборы в Австрии (2016)
Президентские выборы в Австрии 2016 года проходили в два тура. Во втором туре, состоявшемся 22 мая, президентом был избран независимый левоцентристский кандидат, бывший лидер Партии зелёных, 72-летний профессор экономики Александр Ван дер Беллен. Однако 1 июля результат второго тура был отменён вследствие обжалования, поданного Партией свободы. Повторные выборы состоялись 4 декабря 2016 года; на них подтвердилась победа Ван дер Беллена.

## Предыстория
Согласно Конституции Австрии Президент Австрии избирается на 6 лет прямым тайным голосованием, не более чем на два срока подряд. Должность президента носит в этой стране в основном представительские обязанности. Действующий Президент Хайнц Фишер занимает этот пост 12 лет и не имеет права избираться на третий срок и участвовать в данных выборах. Право голоса на территории страны имеют около 6,38 млн австрийцев. В случае, если 24 апреля ни один из кандидатов не получит абсолютного большинства (более 50 % действительных голосов), то 22 мая будет проведен второй тур выборов.
Право голоса имеют все австрийцы (для участия в выборах президента необходимо иметь австрийское гражданство), которым на момент выборов исполнилось 16 лет, то есть, которые родились до 24 апреля 2000 года. Голосование проходит по месту постоянного жительства. Австрийцы, проживающие за рубежом, и которые зарегистрированы в реестре избирателей, также могут участвовать в выборах президента Австрии.
Все лица, имеющие право голоса, будут автоматически внесены в список избирателей. В самостоятельной регистрации нет необходимости.
Каждый избиратель за две недели до выборов получит по почте «официальную информацию о выборах» (Amtliche Wahlinformation), где, помимо важных сведений о порядке проведения выборов, будет указан адрес избирательного участка, где он сможет оставить свой голос. Тот, кто не может проголосовать в своем избирательном участке, имеет возможность отдать свой голос с помощью специального открепительного талона (нем. Wahlkarte; о получении нужно ходатайствовать своевременно) в любом избирательной участке на территории Австрии или же проголосовать заочно, отправив свой голос по почте (нем. Briefwahl). В случае болезни по запросу возможен домашний визит избирательной комиссии. Необходимым условием для этого является наличие открепительного талона. «Официальная информация о выборах» не является открепительным талоном и она не может заменить удостоверение личности, но её стоит взять с собой в избирательный участок наряду с удостоверением личности — с её помощью вас быстрее найдут в списке избирателей. С 2007 года возможно голосование по почте.

## Кандидаты
В 2016 году на пост президента Австрии баллотируются шесть кандидатов:
- Ирмгард Грисс — независимый кандидат, единственная женщина, бывший председатель Верховного Суда.
- Норберт Хофер — кандидат от Австрийской партии свободы.
- Рудольф Хундсторфер — кандидат от правящей социал-демократической партии, бывший министр социальной политики (2008—2016)
- Андреас Коль — кандидат от Австрийской народной партии. Бывший спикер Австрийского национального совета (нижней палаты парламента Австрии).
- Рихард Лугнер — австрийский миллиардер, бывший строительный подрядчик, известный своими эксцентричными поступками, многолетний спонсор Венского бала, каждый год приглашающий мировые знаменитости выплачивая им за присутствие на балу баснословные гонорары, независимый кандидат.
- Александр Ван дер Беллен — бывший лидер Австрийской партии зелёных, баллотирующийся как независимый кандидат[1], потомок эмигрантов из России, внук губернатора Пскова.

## Предвыборные опросы
Предвыборные опросы, в том числе проведённые накануне выборов, предсказывали победу бывшего лидера партии «зеленых» Александра ван дер Беллена. Согласно этим опросам, за него были готовы проголосовать около 26 % избирателей. Однако, показатели его основного соперника, кандидата от ультраправой Партии свободы, 45-летнего Норберта Хофера, всё время приближались к показателям Ван дер Беллена. В последних опросах он получал около 24 % голосов. На третьем месте держалась экс-президент Верховного суда Австрии Ирмгард Грисс — единственная женщина-претендент на этих выборах. Она также является независимым кандидатом. Опросы давали ей 20-21 % голосов.
Кандидаты от правящих партий значительно отставали от первой тройки. Поддержка социал-демократа Рудольфа Хандсторфера колебалась на уровне 15 %, в то время как консерватора Андреаса Коля поддерживали всего 12 % австрийцев. Победа любого из оппозиционных кандидатов станет первым случаем с 1945 года, когда президент Австрии не будет представлять одну из двух «главных» партий страны. Австрийские политологи практически единогласны во мнении, что правящая коалиция теряет поддержку избирателей, прежде всего, из-за текущей миграционной политики. Рейтинги же противников «европейского гостеприимства», наоборот, уверенно растут.

## Итоги 1-го тура (24 апреля 2016 года)
Как и предсказывали большинство прогнозов, во второй тур вышли Норберт Хофер (36,4 %) и Александр Ван дер Беллен (20,38 %). Однако, тот факт, что Хофер опередил Ван дер Беллена с отрывом в более чем 15 %, стал сюрпризом для обозревателей. В первые дни после первого тура большинство обозревателей считают Хофера фаворитом, хотя и отмечают, что у Ван дер Беллена есть шанс на победу во втором туре, если он эффективно «мобилизует» людей, которые определённо не хотят видеть президентом представителя Партии свободы.
Результаты первого тура:
- Норберт Хофер — 36,4 % (1 363 137 голосов)
- Александр Ван дер Беллен — 20,38 % (763 044 голосов)
- Ирмгард Грисс — 18,52 % (693 315 голосов)
- Андреас Коль — 11,18 % (418 577 голосов)
- Рудольф Хундсторфер — 11,18 % (418 442 голосов)
- Рихард Лугнер — 2,35 % (87 879 голосов)

## Итоги 2-го тура (22 мая 2016 года)
Подсчёт голосов во втором туре проходил в напряжённой обстановке. Первые прогнозы, опубликованные в день выборов в 17:00, говорили о том, что разница между количеством голосов, полученных кандидатами, может составлять меньше 1 % (в пользу любого из них). После подсчёта голосов, отданных на избирательных участках, Хофер опережал Ван дер Беллена примерно на 145000 голосов (51.9 % против 48,1 %). В понедельник 23 мая были подсчитаны голоса, посланные по почте (таких голосов было более 700 000).
Результат:
- Александр Ван дер Беллен — 50,35 % (2 251 517 голосов)
- Норберт Хофер — 49,65 % (2 220 654 голосов)

### Обжалование результата выборов в Конституционном суде и решение о проведении повторных выборов 2 октября 2016 года
8 июня 2016 года председатель Австрийской партии свободы (FPÖ) Хайнц-Кристиан Штрахе обжаловал в Конституционном суде Австрии результаты второго тура выборов, представив 152-страничный иск с перечислением допущенных нарушений регламента при подсчёте голосов и указав, что эти нарушения могли быть использованы для манипуляций (при этом никаких подозрений о том, что такие манипуляции фактически имели место, не было). Примеры таких нарушений: подсчёт голосов, посланных по почте, раньше времени, установленного законом; отсутствие некоторых членов выборных комиссий при подсчёте голосов; публикация текущих результатов голосования в отдельных округах до окончания выборов. 1 июля 2016 года Конституционный Суд Австрии принял решение полностью отменить результаты второго тура выборов и назначить новые выборы на 2 октября 2016 года, указав, что в отношении порядка 78 тысяч бюллетеней невозможно установить их истинность.
С 8 июля (дня окончания каденции предыдущего президента, Хайнца Фишера) обязанности президента перешли к спикеру парламента (Дорис Бурес) и двум её заместителям (одним из которых был кандидат в президенты Хофер).

### Перенос выборов на 4 декабря 2016 года из-за бракованных бланков для заочного голосования
В начале сентября стало известно, что многие бланки для заочного («по почте») голосования оказались бракованными: из-за некачественного клея конверты расклеивались, что могло привести к тому, что заполненные по всем правилам бланки могли быть признанными недействительными. После того, как стало ясно, что речь не идёт о единичных случаях, министр внутренних дел принял решение перенести выборы на 4 декабря..

## Итоги повторного голосования (4 декабря 2016 года)
На повторных выборах 4 декабря 2016 года Ван дер Беллен выиграл, набрав 53,4 % голосов (окончательный результат ожидается вечером 5 декабря). Его соперник Хофер признал поражение и призывал всех австрийцев сплотиться и работать вместе.
Окончательный результат:
- Александр Ван дер Беллен — 53,8 % (2 472 892 голосов)
- Норберт Хофер — 46,2 % (2 124 661 голосов).